# Сара Пеннер
Сара Пеннер (англ. Sarah Penner) — американська письменниця. Її дебютний роман «Зникнення аптекарки» став бестселером за версією New York Times.

## Особисте життя
Пеннер народилася і виросла на північному сході Канзасу.
Навчалася у Канзаському університеті і закінчила його за спеціальністю фінанси. Нині працює на повний робочий день у фінансовому відділі та є членкинею Товариства історичного роману та Асоціації письменниць жіночої художньої літератури.
Нині Пеннер мешкає у Флориді зі своїм чоловіком Марком та їхньою мініатюрною таксою Зої.

## Зникнення аптекарки
«Зникнення аптекарки» — бестселер New York Times, що вийшов 2 березня 2021 року у видавництві Park Row Books.
Книжка отримала позитивні відгуки від NPR, Booklist і Library Journal, а також неоднозначну рецензію від Publishers Weekly. Reader's Digest і Cosmopolitan внесли її до своїх списків найкращих книжок року.
2021 року її було номіновано на премію Goodreads Choice Award в категоріях історична белетристика та дебютний роман.
Телекомпанія Fox Broadcasting нині працює над телеадаптацією книжки.

## Переклади українською
2022 року у видавництві «Artbooks» вийшов український переклад роману «Зникнення аптекарки». Перекладачка — Альона Крупка. 2023 року у тому ж видавництві вийшов український переклад роману «Лондонська спіритична спілка», перекладачка — Альона Крупка.